# (72573) 2001 EE16
2001 إي إي 16 (ويعرف أيضًا باسم (72573) 2001 إي إي 16 وفق تسمية الكوكب الصغير) (بالإنجليزية: 2001 EE16)‏ هو كويكب ضمن حزام الكويكبات؛ وترتيبه 72573 من حيث الاكتشاف.
اكتُشف هذا الجُرم الفلكي بواسطة تعقب الأجرام القريبة من الأرض في 15 مارس 2001.

## وصلات خارجية
- (72573) 2001 EE16 في قاعدة بيانات مختبر الدفع النفاث لأجرام النظام الشمسي الصغيرة

- الاكتشاف · مخطط المدار ·  العناصر المدارية · المعلمات المادية

- (72573) 2001 EE16 على موقع ويكي سكاي: DSS2, SDSS, GALEX, IRAS, Hydrogen α, X-Ray, Astrophoto, Sky Map, Articles and images